# Filippo Guglielmo di Brandeburgo-Schwedt
Filippo Guglielmo di Brandeburgo-Schwedt (Königsberg, 19 maggio 1669 – Schwedt, 19 dicembre 1711) fu margravio di Brandeburgo-Schwedt.

## Biografia
Filippo Guglielmo era figlio di Federico I Guglielmo di Brandeburgo e della sua seconda moglie Sofia Dorotea di Schleswig-Holstein-Sonderburg-Glücksburg. Il padre, viste le aspirazioni che aveva per tutti i suoi figli, due anni dopo la nascita di Filippo creò il margraviato di Schwedt che assegnò alla moglie, ingrandendolo successivamente con nuovi territori.
Nel 1689, alla morte della madre, Filippo ereditò i territori di Schwedt. Nel 1692 si accordò con il fratellastro Federico I di Prussia per il riconoscimento dei propri territori e per l'appannaggio che gli spettava, coerentemente a quanto indicato nel testamento del padre. Filippo dovette rinunciare alla sovranità, a causa dell'indivisibilità del dominio; in cambio fu garantito, a lui e ai suoi discendenti, un appannaggio di 24000 talleri.
Il titolo di Filippo, successivamente all'incoronazione del fratellastro come re di Prussia, fu Principe in Prussia, Margravio di Brandeburgo con anche il titolo di Altezza Reale. Il nome di Brandeburgo-Schwedt è una denominazione del XIX secolo, usata per distinguere tra i vari rami della dinastia degli Hohenzollern.
Filippo partecipò alle campagne contro la Francia del 1697, il fratello Federico gli affidò il comando di numerosi reggimenti.

## Matrimonio ed eredi
Nel 1699, Filippo sposò Giovanna Carlotta di Anhalt-Dessau, figlia di Giovanni Giorgio II di Anhalt-Dessau. Da questo matrimonio nacquero i seguenti figli:
- Federico Guglielmo (1700-1771)
- Federica Dorotea Enrichetta (1700–1701), sorella gemella del precedente
- Enrichetta Maria (1702-1782), sposò Federico Luigi di Württemberg
- Giorgio Guglielmo (*/† 1704)
- Federico Enrico (1709-1788).
- Carlotta (1710–1712)

## Ascendenza
|                                                           |                                           |                                     | Genitori                            |  |  | Nonni |  |  | Bisnonni                           |  |  | Trisnonni                              |  |
|                                                           |                                           |                                     |                                     |  |  |       |  |  | Giovanni Sigismondo di Brandeburgo |  |  | Gioacchino III Federico di Brandeburgo |  |
|                                                           |                                           |                                     |                                     |  |  |       |  |  | Giovanni Sigismondo di Brandeburgo |  |  | Gioacchino III Federico di Brandeburgo |  |
|                                                           |                                           | Caterina di Brandeburgo-Küstrin     |                                     |  |  |       |  |  | Giovanni Sigismondo di Brandeburgo |  |  |                                        |  |
| Giorgio Guglielmo di Brandeburgo                          |                                           |                                     |                                     |  |  |       |  |  | Giovanni Sigismondo di Brandeburgo |  |  |                                        |  |
|                                                           |                                           | Anna di Prussia                     | Alberto Federico di Prussia         |  |  |       |  |  |                                    |  |  |                                        |  |
|                                                           |                                           | Anna di Prussia                     | Alberto Federico di Prussia         |  |  |       |  |  |                                    |  |  |                                        |  |
|                                                           |                                           | Anna di Prussia                     | Maria Eleonora di Jülich-Kleve-Berg |  |  |       |  |  |                                    |  |  |                                        |  |
| Federico Guglielmo I di Brandeburgo                       |                                           | Anna di Prussia                     |                                     |  |  |       |  |  |                                    |  |  |                                        |  |
|                                                           |                                           | Federico IV Elettore Palatino       | Ludovico VI del Palatinato          |  |  |       |  |  |                                    |  |  |                                        |  |
|                                                           |                                           | Federico IV Elettore Palatino       | Ludovico VI del Palatinato          |  |  |       |  |  |                                    |  |  |                                        |  |
|                                                           |                                           | Federico IV Elettore Palatino       | Elisabetta d'Assia                  |  |  |       |  |  |                                    |  |  |                                        |  |
| Elisabetta Carlotta di Wittelsbach-Simmern                |                                           | Federico IV Elettore Palatino       |                                     |  |  |       |  |  |                                    |  |  |                                        |  |
|                                                           |                                           | Luisa Giuliana di Nassau            | Guglielmo I d'Orange                |  |  |       |  |  |                                    |  |  |                                        |  |
|                                                           |                                           | Luisa Giuliana di Nassau            | Guglielmo I d'Orange                |  |  |       |  |  |                                    |  |  |                                        |  |
|                                                           |                                           | Luisa Giuliana di Nassau            | Carlotta di Borbone-Montpensier     |  |  |       |  |  |                                    |  |  |                                        |  |
| Federico Guglielmo di Brandeburgo-Schwedt                 |                                           | Luisa Giuliana di Nassau            |                                     |  |  |       |  |  |                                    |  |  |                                        |  |
|                                                           | Giovanni di Schleswig-Holstein-Sonderburg | Cristiano III di Danimarca          |                                     |  |  |       |  |  |                                    |  |  |                                        |  |
|                                                           | Giovanni di Schleswig-Holstein-Sonderburg | Cristiano III di Danimarca          |                                     |  |  |       |  |  |                                    |  |  |                                        |  |
|                                                           | Giovanni di Schleswig-Holstein-Sonderburg | Dorotea di Sassonia-Lauenburg       |                                     |  |  |       |  |  |                                    |  |  |                                        |  |
| Filippo di Schleswig-Holstein-Sonderburg-Glücksburg       | Giovanni di Schleswig-Holstein-Sonderburg |                                     |                                     |  |  |       |  |  |                                    |  |  |                                        |  |
|                                                           |                                           | Elisabetta di Brunswick-Grubenhagen | Ernesto III di Sassonia-Grubenhagen |  |  |       |  |  |                                    |  |  |                                        |  |
|                                                           |                                           | Elisabetta di Brunswick-Grubenhagen | Ernesto III di Sassonia-Grubenhagen |  |  |       |  |  |                                    |  |  |                                        |  |
|                                                           |                                           | Elisabetta di Brunswick-Grubenhagen | …                                   |  |  |       |  |  |                                    |  |  |                                        |  |
| Sofia Dorotea di Schleswig-Holstein-Sonderburg-Glücksburg |                                           | Elisabetta di Brunswick-Grubenhagen |                                     |  |  |       |  |  |                                    |  |  |                                        |  |
|                                                           |                                           | Francesco II di Sassonia-Lauenburg  | Francesco I di Sassonia-Lauenburg   |  |  |       |  |  |                                    |  |  |                                        |  |
|                                                           |                                           | Francesco II di Sassonia-Lauenburg  | Francesco I di Sassonia-Lauenburg   |  |  |       |  |  |                                    |  |  |                                        |  |
|                                                           |                                           | Francesco II di Sassonia-Lauenburg  | Sibilla di Sassonia-Freiberg        |  |  |       |  |  |                                    |  |  |                                        |  |
| Sofia Edvige di Sassonia-Lauenburg                        |                                           | Francesco II di Sassonia-Lauenburg  |                                     |  |  |       |  |  |                                    |  |  |                                        |  |
|                                                           |                                           | Maria di Brunswick-Wolfenbüttel     | Giulio di Brunswick-Lüneburg        |  |  |       |  |  |                                    |  |  |                                        |  |
|                                                           |                                           | Maria di Brunswick-Wolfenbüttel     | Giulio di Brunswick-Lüneburg        |  |  |       |  |  |                                    |  |  |                                        |  |
|                                                           |                                           | Maria di Brunswick-Wolfenbüttel     | Edvige di Brandeburgo               |  |  |       |  |  |                                    |  |  |                                        |  |
|                                                           |                                           | Maria di Brunswick-Wolfenbüttel     |                                     |  |  |       |  |  |                                    |  |  |                                        |  |